# Ősi
Ősi est un village et une commune du comitat de Veszprém en Hongrie.